# Camponotus jizani
Camponotus jizani é uma espécie de inseto do gênero Camponotus, pertencente à família Formicidae.